# Логенешть (Кріуленський район)
Логенешть (рум. Logănești) — село у Кріуленському районі Молдови. Входить до складу комуни, адміністративним центром якої є село Дреслічень.

## Населення
За даними перепису населення 2004 року у селі проживали 196 осіб.
Національний склад населення села:
| Національність   | Кількість осіб | Відсоток    |
| ---------------- | -------------- | ----------- |
| молдавани румуни | 174 20         | 88,8% 10,2% |
| росіяни          | 2              | 1,0%        |
| Всього           | 196            | 100%        |